# Мориђино (Лече)
Мориђино (итал. Morigino) је насеље у Италији у округу Лече, региону Апулија.
Према процени из 2011. у насељу је живело 147 становника. Насеље се налази на надморској висини од 89 м.